# Martin Lewis Perl
Martin Perl (New York, 24 giugno 1927 – Palo Alto, 30 settembre 2014) è stato un fisico statunitense.

## Biografia
I suoi genitori erano di origine ebrea, e provenivano dall'area polacca della Russia. Intorno al 1900 fuggirono negli Stati Uniti, per scappare dalla povertà e dall'antisemitismo.
Perl si laureò in ingegneria chimica nel 1948 al Politecnico di Brooklyn, ora conosciuto come Politecnico della New York University, e nel 1955 ottenne il dottorato di fisica dalla Columbia University. 
Lavorò per un po' di tempo all'Università del Michigan, e poi allo SLAC (Stanford Linear Accelerator Center).
Nel 1982 gli venne assegnato il Premio Wolf per la fisica. Nel 1995 gli venne assegnato il premio Nobel con Frederick Reines, per: «i loro contributi sperimentali pionieristici alla fisica dei leptoni». In particolare a Perl venne assegnato per la scoperta del leptone tau.